# Ormoy-la-Rivière
Ormoy-la-Rivière är en kommun i departementet Essonne i regionen Île-de-France i norra Frankrike. Kommunen ligger i kantonen Étampes som tillhör arrondissementet Étampes. År 2022 hade Ormoy-la-Rivière 950 invånare.

## Befolkningsutveckling
Antalet invånare i kommunen Ormoy-la-Rivière
| Referens: INSEE |